# Aziatisch lieveheersbeestje

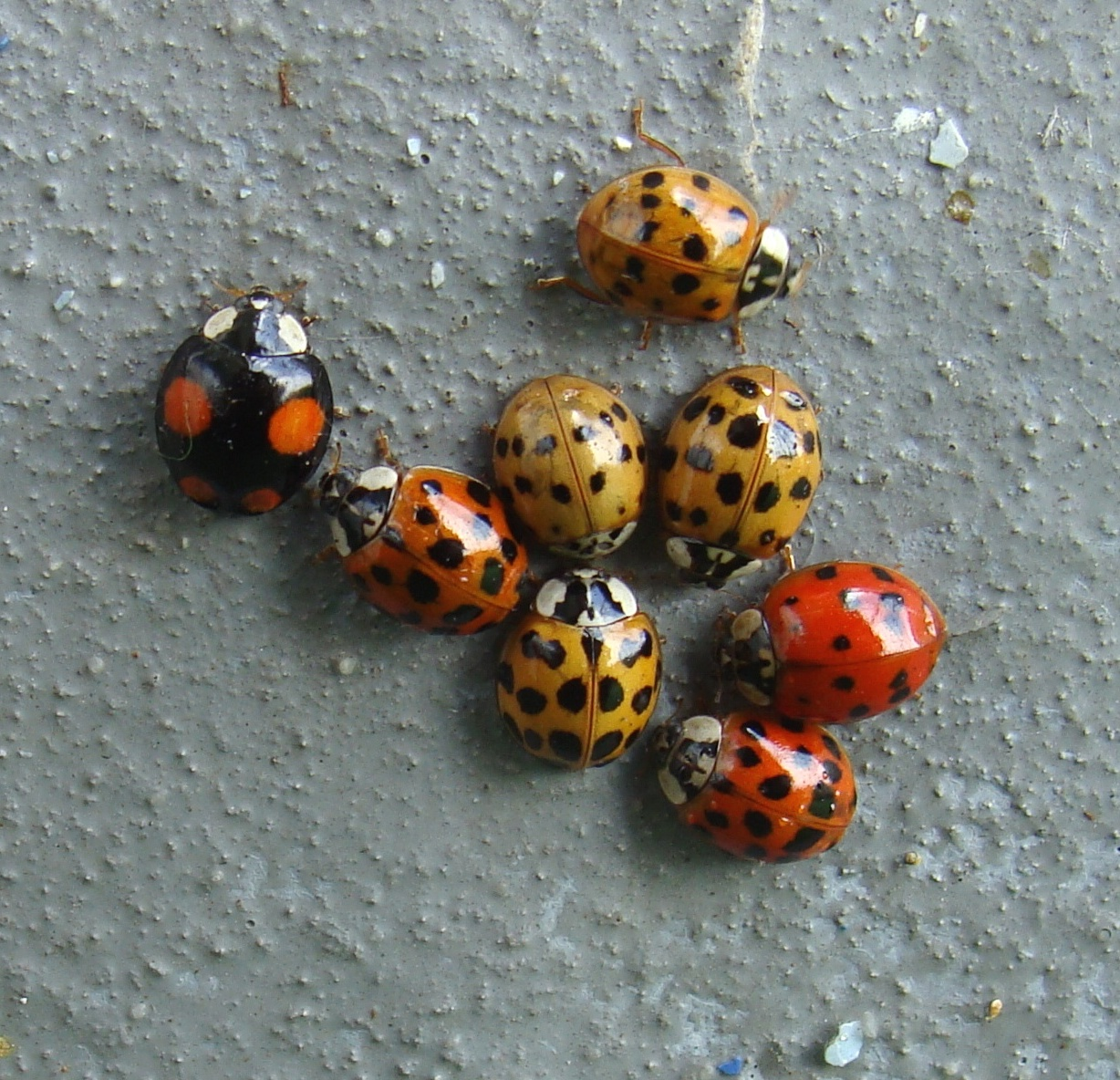
Verschillende kleurvarianten bij elkaar

Het Aziatisch lieveheersbeestje (Harmonia axyridis) is een kever uit de familie van de lieveheersbeestjes (Coccinellidae).
De kever werd als biologische bestrijding van bladluizen ingevoerd in België. Deze invasieve soort blijkt naast bladluizen zich ook tegoed te doen aan de larven van kevers zoals die van andere lieveheersbeestjes. Het Aziatisch lieveheersbeestje is inmiddels in Europa ingeburgerd geraakt. Het is in Engeland voor het eerst waargenomen in 2004, en het komt voor in grote delen van Nederland en België. De kever verspreidt zich noordwaarts.

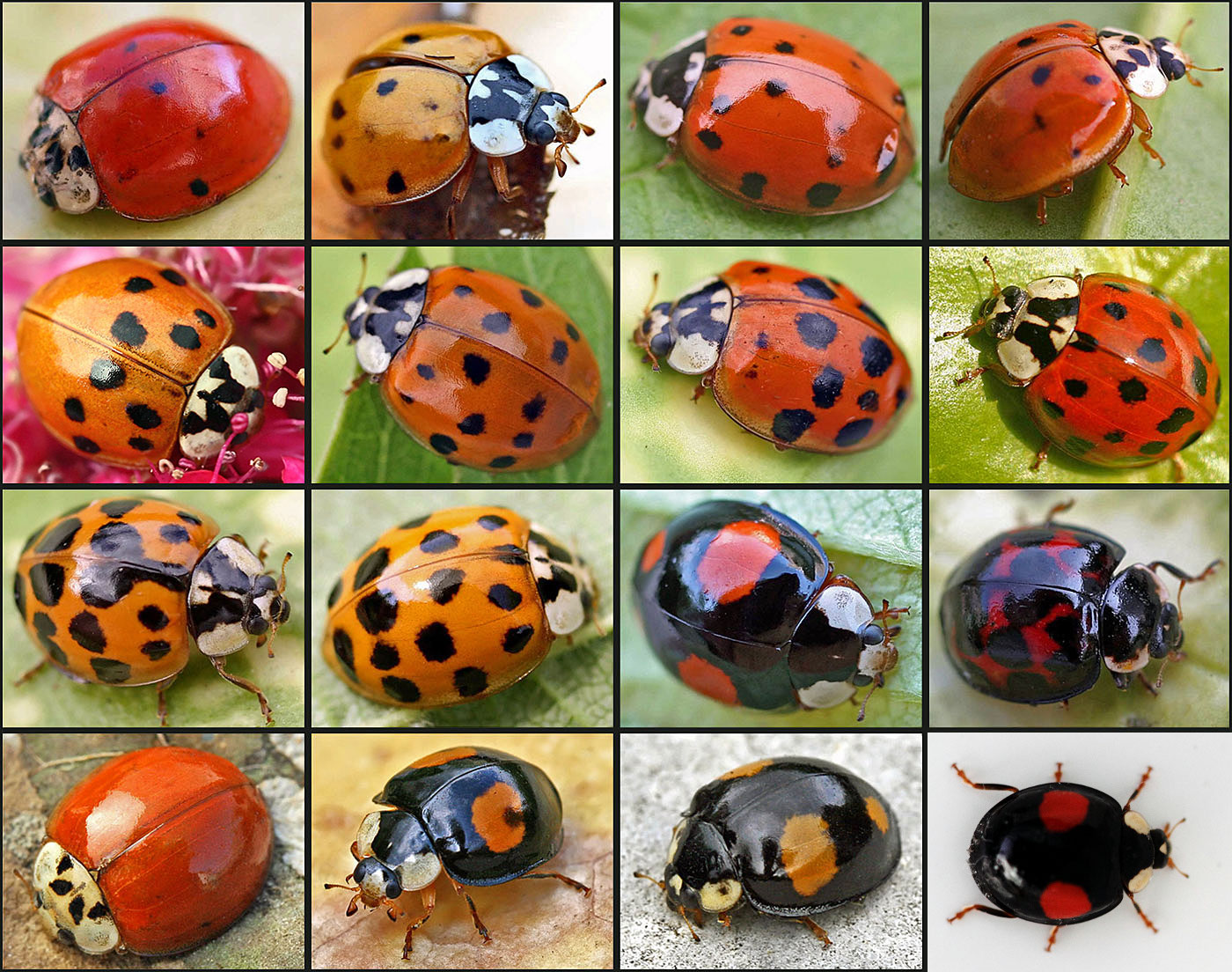
De enorme variatie van deze soort maakt determinatie niet makkelijk.

Deze soort heeft veel verschillende mogelijke tekeningen, van vrijwel geheel oranje tot bijna zwart, maar is herkenbaar aan de zwarte 'M'-vormige tekening op het halsschild en de van achteren vaak wat geplooide of gedeukte dekschilden.
Drie van de vele verschijningsvormen komen in Nederland veelvuldig voor:
- H. axyridis, kleurvariant succinea, heeft een roodoranje basiskleur, met 0 tot 19 stippen.
- H. axyridis, kleurvariant spectabilis, heeft een zwarte basiskleur met 4 oranje vlekken.
- H. axyridis, kleurvariant conspicua, heeft een zwarte basiskleur met 2 oranje vlekken.

Sporadisch wordt ook melding gemaakt van de kleurvariant equicolor, waarbij het achterlijf zwart is en het voorlijf oranje-rood, mogelijk met zwarte stippen. Met (tot 2010) slechts één waarneming in Nederland is de kleurvariant axyridis, die zwart is met 12 rode stippen nog zeldzamer (enkele andere waarnemingen uit Duitsland en Denemarken).
De soort wordt tussen 5 en 7 millimeter lang.
Het Aziatisch lieveheersbeestje is een agressieve predator en bij gebrek aan luizen worden ook larven van andere soorten lieveheersbeestjes, rupsen en vlindereitjes opgegeten, waardoor de kever een bedreiging vormt voor inheemse soorten. Bovendien draagt het Aziatisch lieveheersbeestje parasitaire schimmels bij zich. Zelf is hij daarvoor immuun, maar voor het zevenstippelig lieveheersbeestje zijn de schimmels dodelijk.